# Burg Esztergom
Die Burg Esztergom (ungarisch Esztergomi vár) ist eine Höhenburg, 60 Kilometer nordwestlich von Budapest an der Donau gelegen, mit großer Bedeutung in der ungarischen und osmanischen Geschichte.

## Geschichte
An der Stelle von Resten des römischen Kastells Solva ließ Großfürst Géza gegen Ende des 10. Jhds. einen Palast und eine Kirche errichten. Die frühesten Palastbauten und die Befestigungen auf der Südseite sollen aus der Zeit seines Sohnes, des heiligen Stefans, stammen.
Die mehrmals umgebauten und erweiterten Bauten waren etwa 250 Jahre lang eine der Hauptresidenzen der Könige Ungarns. In der Mitte des Bergplateaus entstand im 11. Jh. die Hl. Adalbert-Kathedrale mit weiteren Bauten des Erzbistums Esztergom.
Die Burg war in den Türkenkriegen heftig umkämpft und wechselte mehrmals den Besitzer. 1526 besetzten die die Türken die Burg. Ferdinand von Habsburg eroberte 1527 die Burg zurück. Auf ihrem Feldzug nach Wien eroberten die Türken 1529 die Burg erneut, die im folgenden Jahr von habsburgischen Truppen wieder erobert wurde.
Die Burg wurde am 3. August 1543 von den Osmanen unter der Herrschaft Süleymans I. erobert. Sie wurde mit ihrer Umgebung an die Region Buda angegliedert. 
Nach 1541 galt Esztergom als Grenzfestung. Nachdem die Osmanen die Burg 1543 erobert hatten, war sie bis 1595 und dann von 1605 bis 1683 als eine ihrer nordwestlichsten Vorposten.
Doch im Jahre 1594 umzingelte ein großes Heer, das aus Deutschen, Polen und Venezianern bestand, die Burg. Im Gegensatz zum angreifenden Heer war das verteidigende Heer sehr klein. Da sich Sokollu Mehmed Pascha nicht auf der Burg befand, wurde diese von seinem Sohn, Sokolluzade Lala Mehmed Pascha, verteidigt. Doch am Ende mussten sich die Osmanen wegen Hunger und Durst ergeben.

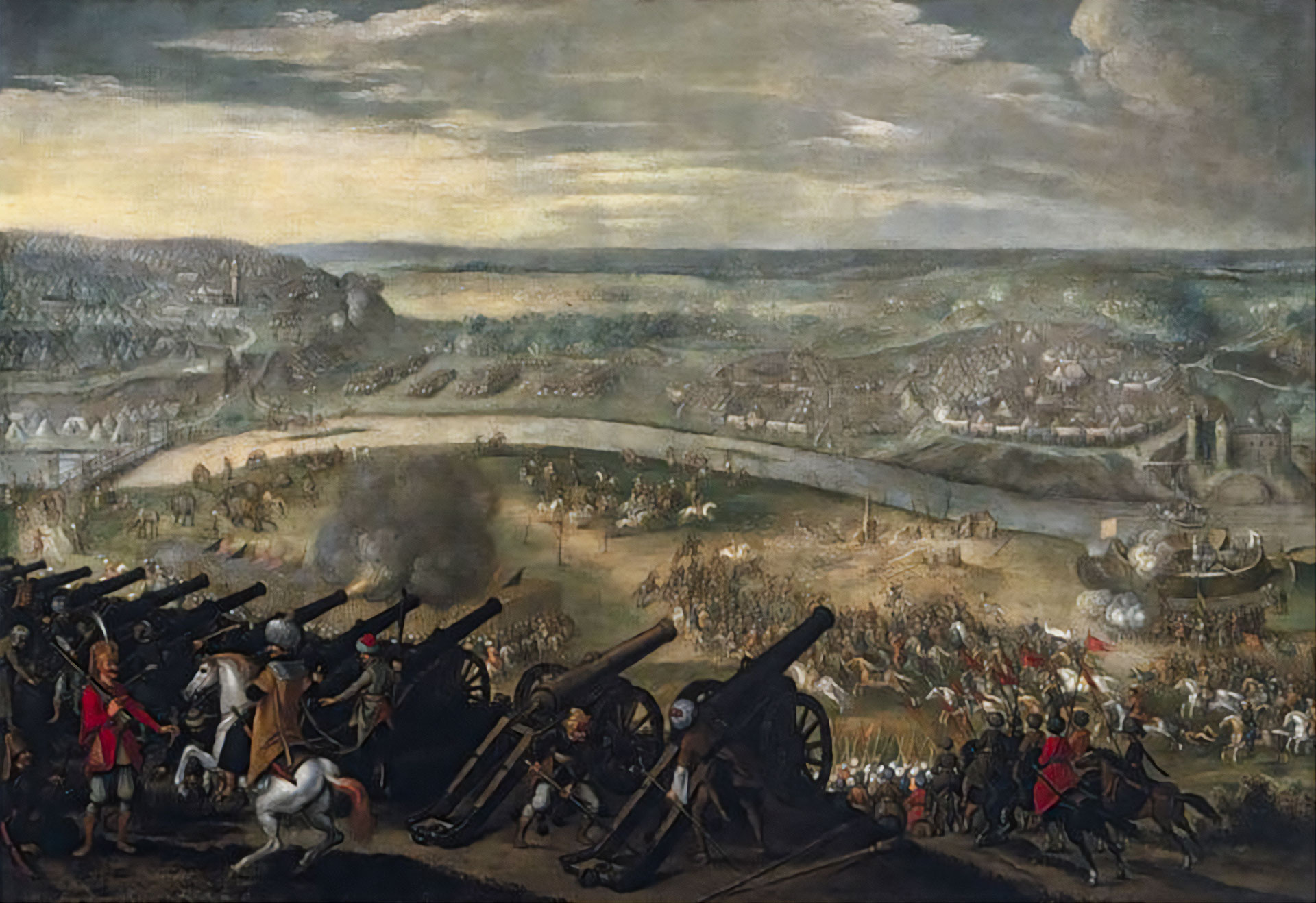
Französische Artillerie bei der Belagerung von Esztergom 1543

Zur Rückeroberung belagerten die Osmanen im Jahre 1605 die Burg. Am 25. September 1605 hat Sokolluzade Lala Mehmed Pascha, der mittlerweile zum Wesir wurde, nach 30-tägiger Belagerung die Burg wieder erobert. Nach dem Misserfolg bei der zweiten Belagerung von Wien (1683) haben das Heilige Römische Reich sowie europäische Mächte die Heilige Liga gegründet und rissen Ungarn ganz aus osmanischen Händen.

## Baubeschreibung
Auf dem einst dreieckigen Bergplateau sind im Westen, Nordosten, sowie im Süden die mittelalterlichen bzw. frühneuzeitlichen Befestigungen mit den äußeren Toranlagen und dem Nordrondell noch erhalten,
1938, dann um 1970 und zuletzt 2000 wurden bedeutende Bauteile der südlichen Palastbauten wiederhergestellt, darunter der untere Teil des Wohnturmes, die Palastkapelle und weitere, auch mit spätromanisch-frühgotischen Bauelementen verzierten Räumlichkeiten, Reste des Saalbaues und des nördlichen Wohnbaus, sowie bedeutende Teile der spätgotischen und Renaissance-Erweiterung. Die Nordseite der mittelalterlichen Burg ist noch kaum erforscht.